# Rhopalodes uniformis
Rhopalodes uniformis är en fjärilsart som beskrevs av Paul Dognin 1923. Rhopalodes uniformis ingår i släktet Rhopalodes och familjen mätare. Inga underarter finns listade.